# N-Gage (servicio)
El servicio N-Gage (también conocido como N-Gage 2.0) fue una plataforma de juegos creada por Nokia para ser usada en algunos de sus dispositivos.

## Historia
Reutilizando el nombre de la fallida mezcla entre consola y teléfono móvil y tras observar los cambios en las preferencias juveniles respecto a dispositivos móviles, Nokia decidió transformar su plataforma N-Gage, que funcionó anteriormente solo con las consolas Nokia N-Gage, en un sistema de juego disponible para instalación en algunos de sus teléfonos de gama alta, dejando de lado la estrategia de limitarlo a un solo dispositivo. Una versión actualizada de la plataforma de juegos N-Gage fue integrada en distintos modelos de la Serie N, estando disponible desde principios de 2008. Esta plataforma estuvo disponible como BETA en el N95 8gb con un par de demos. Tratando de marcar una evolución en los juegos en teléfonos móviles, Nokia lanzó una campaña viral para promocionar esta nueva plataforma.
Durante el lanzamiento del N81, se publicó el primer lanzamiento oficial de esta plataforma, llamada N-gage First Access. Esta versión sólo estuvo disponible para los poseedores de un N81 en sus 2 versiones. Poco después se abrió la plataforma al Nokia N95 y  el N82. Progresivamente se pudo descargar para la mayoría de los teléfonos de la Serie N de manera gratuita. Los juegos tenían costos de hasta 12 euros.
Finalmente, esta plataforma de juegos acabó integrándose en la OVI Store, la tienda de aplicaciones de Nokia.